# Équipe de Suisse de football en 1965
Cet article présente les résultats de l'équipe de Suisse de football lors de l'année 1965. En avril, elle rencontre pour la première fois l'équipe d'Albanie.

## Bilan
|           | Nombre de matchs | Victoires | Défaites | Matchs nuls | Buts marqués | Buts encaissés |
| Domicile  | 3                | 2         | 1        | 0           | 3            | 2              |
| Extérieur | 2                | 1         | 0        | 1           | 2            | 0              |
| Neutre    | 0                | 0         | 0        | 0           | 0            | 0              |
| Total     | 5                | 3         | 1        | 1           | 5            | 2              |

## Matchs et résultats
| Éliminatoires de la Coupe du monde 1966   | Albanie | 0 - 2   | Suisse                        | Qemal Stafa, Tirana                                |                                                    |
| 11 avril 1965 · Historique des rencontres |         | (0 - 1) | 33e Quentin · 90e (pen.) Kuhn | Spectateurs : 30 000 Arbitrage : Antonio Sbardella | Spectateurs : 30 000 Arbitrage : Antonio Sbardella |
| 11 avril 1965 · Historique des rencontres | Rapport |         |                               | Spectateurs : 30 000 Arbitrage : Antonio Sbardella | Spectateurs : 30 000 Arbitrage : Antonio Sbardella |

| Éliminatoires de la Coupe du monde 1966 | Suisse          | 1 - 0   | Albanie | Les Charmilles, Genève                                |                                                       |
| 2 mai 1965 · Historique des rencontres  | Kuhn 10e (pen.) | (1 - 0) |         | Spectateurs : 25 500 Arbitrage : Adolfo Bueno Perales | Spectateurs : 25 500 Arbitrage : Adolfo Bueno Perales |
| 2 mai 1965 · Historique des rencontres  | Rapport         |         |         | Spectateurs : 25 500 Arbitrage : Adolfo Bueno Perales | Spectateurs : 25 500 Arbitrage : Adolfo Bueno Perales |

| Match amical                            | Suisse  | 0 - 1   | Allemagne de l'Ouest | Stade Saint-Jacques, Bâle                             |                                                       |
| 26 mai 1965 · Historique des rencontres |         | (0 - 1) | 43e Rodekamp         | Spectateurs : 40 000 Arbitrage : Adolfo Bueno Perales | Spectateurs : 40 000 Arbitrage : Adolfo Bueno Perales |
| 26 mai 1965 · Historique des rencontres | Rapport |         |                      | Spectateurs : 40 000 Arbitrage : Adolfo Bueno Perales | Spectateurs : 40 000 Arbitrage : Adolfo Bueno Perales |

| Éliminatoires de la Coupe du monde 1966     | Pays-Bas | 0 - 0 | Suisse | Stade olympique, Amsterdam                           |                                                      |
| 17 octobre 1965 · Historique des rencontres |          |       |        | Spectateurs : 65 000 Arbitrage : Johan Einar Boström | Spectateurs : 65 000 Arbitrage : Johan Einar Boström |
| 17 octobre 1965 · Historique des rencontres | Rapport  |       |        | Spectateurs : 65 000 Arbitrage : Johan Einar Boström | Spectateurs : 65 000 Arbitrage : Johan Einar Boström |

| Éliminatoires de la Coupe du monde 1966      | Suisse                  | 2 - 1   | Pays-Bas     | Wankdorf, Berne                                   |                                                   |
| 14 novembre 1965 · Historique des rencontres | Hosp 10e · Allemann 87e | (1 - 0) | 64e Laseroms | Spectateurs : 48 000 Arbitrage : Kurt Tschenscher | Spectateurs : 48 000 Arbitrage : Kurt Tschenscher |
| 14 novembre 1965 · Historique des rencontres | Rapport                 |         |              | Spectateurs : 48 000 Arbitrage : Kurt Tschenscher | Spectateurs : 48 000 Arbitrage : Kurt Tschenscher |